# 김세실
김세실(金世實, 1988년 3월 18일 ~ )은 대한민국의 바둑 기사이다.

## 약력
전남 여수 출신으로 허장회 바둑도장에서 바둑을 배웠다. 아마추어 시절, 제9회 국제아마추어 페어바둑대회와 제1회 한성김치배 아마여왕전에서 우승했다. 2003년 여자연구생 내신 1위로 자동 입단하여 제9기 여류국수전 본선에 진출했으며, 2004년 제10기 여류국수전 본선에 올랐다. 2005년 제7기 여류명인전 본선에 진출했고, 2단으로 승단했다. 2006년 제1회 부안 여류기성전에서 준우승을 차지했으며, 2007년 제2기 여류기성전 본선과 2008년 제5회 전자랜드배 왕중왕전 주작8강에 올랐고 제6회 정관장배에 한국대표로 출전했다. 2015년 12월에 3단으로 승단하였다. 2015년 동료 바둑 기사 윤재웅과 결혼하였다.